# Nelo unciata
Nelo unciata är en fjärilsart som beskrevs av W. Warren 1895. Nelo unciata ingår i släktet Nelo och familjen mätare. Inga underarter finns listade i Catalogue of Life.